# Air Mauritanie

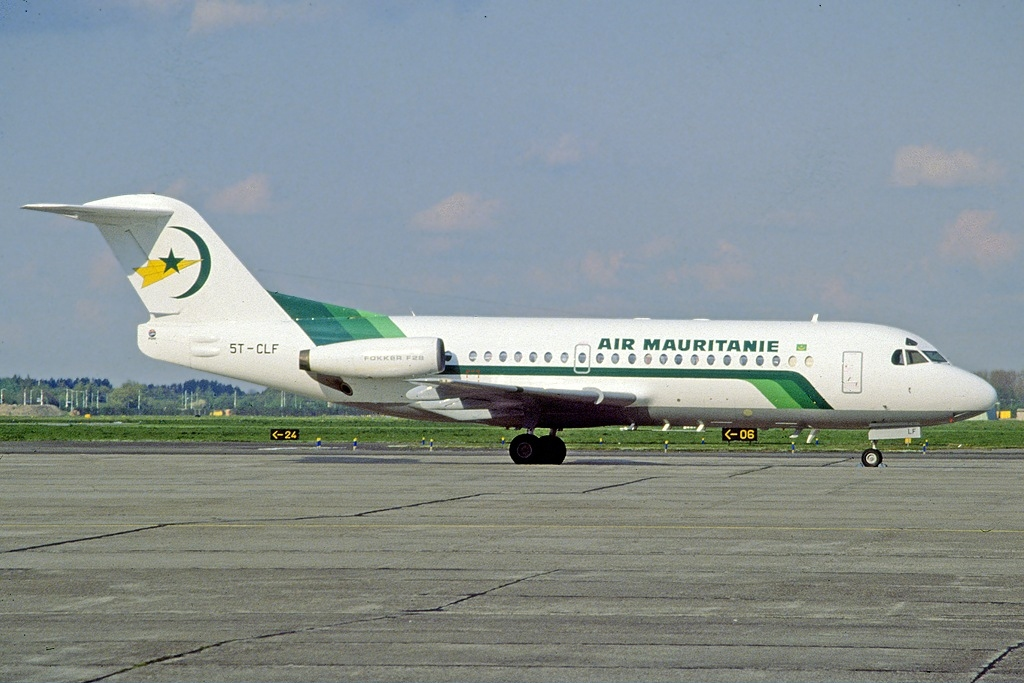
Fokker F-28-4000 Fellowship d'Air Mauritanie

Air Mauritanie était l'ancienne compagnie aérienne nationale mauritanienne. Fondée en 1962 et basée à l'ancien aéroport international de Nouakchott, celle-ci a mis un terme à ses opérations fin 2007 après avoir rencontré d'importantes difficultés financières.

## Histoire
Fondée en 1962, Air Mauriania n'a effectué ses premiers vols de manière régulière qu'en 1963, avec la mise en service de DC3 qui permettaient de relier les principales villes du pays.
En 1976, Air Mauritanie débuta ses liaisons internationales avec des vols à destination de Dakar au Sénégal, grâce à l'achat de deux Fokker F27.
En 1985, Air Mauritanie développa son réseau international avec des vols à destination de Casablanca (Maroc) et de Bamako (Mali) avec la réception de Fokker F28, premiers avions à réaction de la compagnie.
En août 2006, Royal Air Maroc a annoncé l'acquisition de 51 % du capital de la Compagnie mauritanienne sans que cette acquisition ne se concrétise finalement.
Le 19 janvier 2008, la compagnie a été mise en liquidation judiciaire par un tribunal de Nouakchott face aux problèmes que celle ci rencontrait.

## Réseau
Son réseau s'étendait sur plusieurs destinations :
- Abidjan (Côte d'Ivoire)
- Bamako (Mali)
- Brazzaville (Congo)
- Casablanca (Maroc)
- Cotonou (Bénin)
- Dakar (Sénégal)
- Las Palmas (Îles Canaries)
- Paris-Orly (France)